# 東黑爾鎮區 (堪薩斯州托馬斯縣)
東黑爾鎮區（英語：East Hale Township）為美國堪薩斯州托馬斯縣轄下的鎮區。2010年美国人口普查中該鎮區人口有115人。

## 地理
東黑爾鎮區涵蓋總面積為139.6平方（53.9平方英里），其中139.59平方（53.90平方英里）為陸地，0.01平方（0.0039平方英里）或0.007%為水域。海拔高度1,009（3,310英尺）。

## 人口統計
根據2010年美國人口普查，東黑爾鎮區人口有115人，住房52戶，人口密度為0.82人/每平方公里。此鎮區居民之種族中，白人有112人，非裔美國人有0人，美洲原住民有1人，亞裔美國人有0人，太平洋島裔美國人有0人，其他種族有1人，混血種族則有1人。此外此鎮區有2人為西班牙裔或拉丁裔美國人。

## 交通

### 主要公路
- 70號州際公路
- 24號美國國道